# El cuerpo (película de 2001)
El cuerpo (2001) —en inglés: «The Body»— es una película del género drama basada en una novela de Richard Sapir, protagonizada por Antonio Banderas y Olivia Williams.

## Sinopsis
La arqueóloga Sharon Golban (Olivia Williams) descubre el cuerpo de un crucificado en una tumba subterránea, del siglo I d. C., en una cueva en Jerusalén. El hecho es que el descubrimiento tiene muchas semejanzas con lo ocurrido con Jesucristo en el 33 DC y la arqueóloga se lo comunica al padre Lavella, quien por su parte se lo comunica al ministro Hirsh para asuntos religiosos del Vaticano; a su vez también provoca una intrincada vorágine política ya que el hallazgo puede ser utilizado por facciones israelíes y palestinas con fines perversos y a su vez cuestionar y socavar las bases del cristianismo hasta sus más profundas raíces. 
Para ello, el Cardenal Pesci encomienda en misión secreta al sacerdote jesuita de origen salvadoreño, Matt Gutiérrez (Antonio Banderas), quien además ha servido en la inteligencia militar para que encuentre la verdad del hecho. Mientras tanto, el gobierno de Israel buscas chantajear al Vaticano para que reconozca a Jerusalén como la capital de Israel. La secreta operación ha sido captada por un joven líder palestino terrorista, Abu Silwan. Abu envía a un joven palestino, Zareh Tabinian, un comerciante de artefactos robados, para investigar y si es necesario chantajear, sobornar o asesinar para ver el alcance del tema. 
El padre Gutiérrez llega a Israel y contacta a la arqueóloga, quien está muy enfadada por el secretismo en que ha caído su hallazgo. Gutiérrez consigue hacer amistad con ella y comienzan a buscar evidencias de que el cuerpo pudiera ser de Jesucristo. Para ello traen a un profesor experto en arqueología judía que date el hallazgo y no le cuentan la verdad para que éste halle la fecha por su cuenta. El experto determina que el cuerpo tiene una costilla fracturada por un lanzazo, no tiene fracturadas sus piernas, los huesos de sus pies y sus muñecas muestran evidencias de haber sido crucificado y, además, tiene una data de muerte alrededor del 30 DC. Todo parece apuntar a que el cuerpo es el de Jesucristo. Entonces empiezan a surgir los verdaderos problemas para el padre, el Vaticano y para la arqueóloga.

## Reparto
- Antonio Banderas como el Padre Matt Gutiérrez.
- Olivia Williams como la Dra. Sharon Golban.
- John Shrapnel como Moshe Cohen.
- Derek Jacobi como el Padre Lavelle.
- Jason Flemyng como el Padre Walter Winstead.
- Lillian Lux como la Madre.
- Mohammed Bakri como Abu Yusef.
- John Wood como el Cardenal Pesci.
- Makram Khoury como Nasir Hamid.
- Vernon Dobtcheff como el Monseñor.
- Jordan Licht como Dorene.
- Mario Osorio como Vladimir.